# Melaneremus harmandi
Melaneremus harmandi är en insektsart som först beskrevs av Griffini 1912.  Melaneremus harmandi ingår i släktet Melaneremus och familjen Gryllacrididae. Inga underarter finns listade i Catalogue of Life.